# أنس الأصباحي
أنس الأصباحي (15 أكتوبر 1993 ، الدار البيضاء) لاعب كرة قدم مغربي يلعب لنادي الوداد الرياضي منذ 2012.
التحق الأصباحي مبكراً بمدرسة نادي الرجاء الرياضي والتي ظل فيها لمدة طويلة يلعب في فئاتها السنية لكنه تعرض لنوع من التهميش ولم ينل فرصته مع الفريق الأول الشيء الذي جلعه يقرر تغيير الوجهة فما كان إلا أن انتقل إلى الغريم التقليدي للرجاء أي نادي الوداد الرياضي سنة 2012 والذي يلعب معه إلى الآن في مركز وسط ميدان.
تدرج الأصباحي في مختلف فئات المنتخبات الوطنية المغربية حيث لعب أولاً للمنتخب المغربي لأقل من 20 سنة والذي لعب له 21 مباراة أولها كانت ضد الجزائر بتاريخ 7 فبراير 2011 ، كما يلعب حالياً مع المنتخب المغربي لأقل من 23 سنة والذي يحمل فيع شارة العمادة ، كما لعب للمنتخب المغربي للاعبين المحليين في كأس إفريقيا 2014 ، بالإضافة إلى أنه لعب أول مباراة دولية له مع المنتخب المغربي الأول بتاريخ 5 مارس 2014 في ودية ضد الغابون .

## روابط خارجية
- أنس الأصباحي على موقع قاعدة بيانات كرة القدم.إي يو (الإنجليزية)
- أنس الأصباحي على موقع ناشيونال فوتبول تيمز (الإنجليزية)
- أنس الأصباحي على موقع كووورة